# Farfel
Pour les boulettes de pois chiches ou de fèves, voir Falafel.

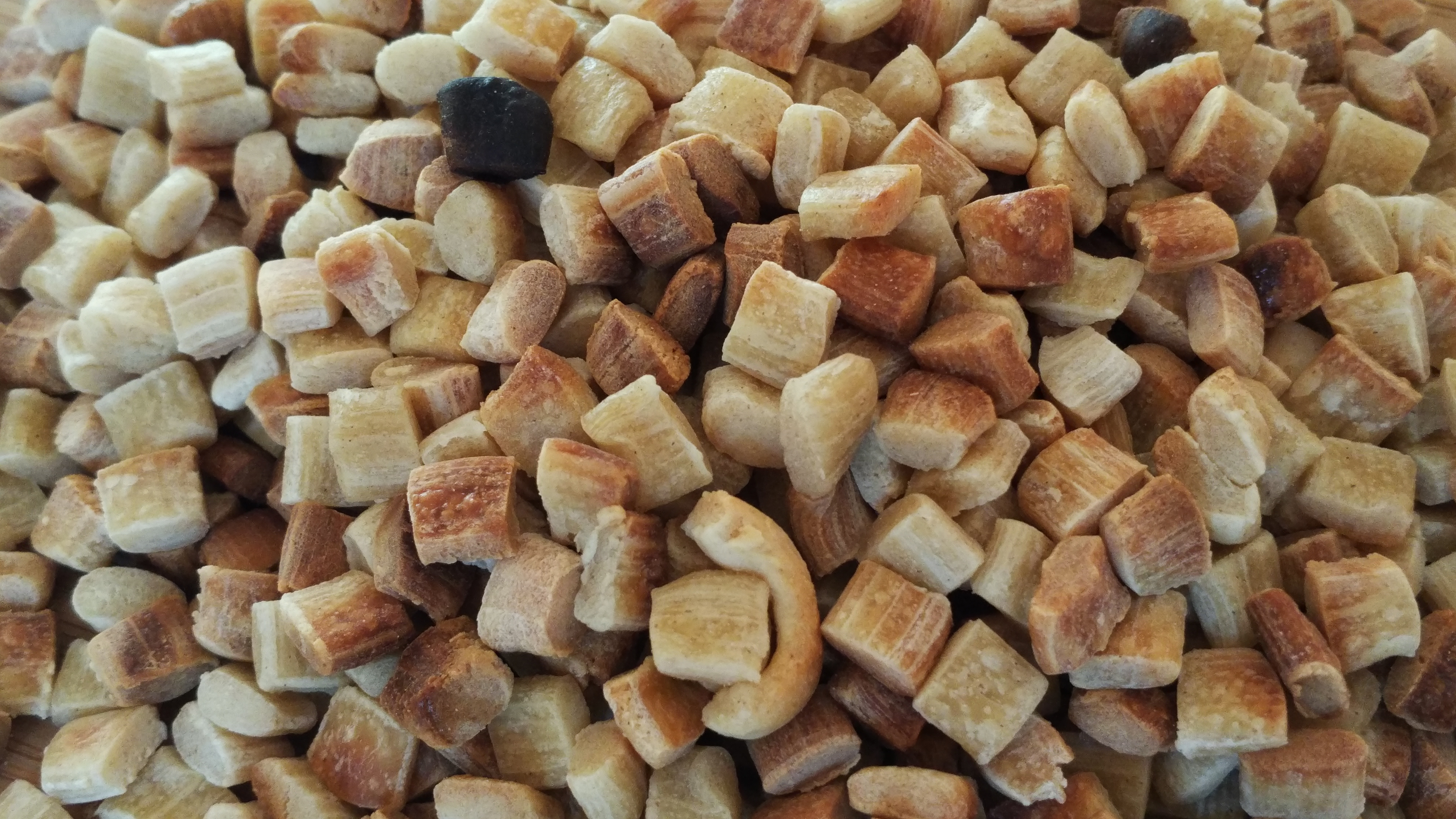
Farfel.

Les farfel (Yiddish: פֿאַרפֿל, farfl ; du moyen haut-allemand médiéval varveln) sont de très petites nouilles torsadées, constituées principalement de farine, d'œufs ou de matza pilée. Plat identitaire de la cuisine ashkénaze d'Europe de l'Est, ce mets est régulièrement servi les soirs de chabbat ou de Roch Hachana.